# Нежиловка
Не́жиловка — деревня Муромского района Владимирской области Российской Федерации. С 2006 года — в составе городского округа Муром.

## География
Деревня с запада примыкает к Мурому.

## История
В конце XIX — начале XX века деревня входила в состав Карачаровской волости Муромского уезда, с 1926 года — в составе Муромской волости . В 1859 году в деревне числилось 11 дворов, в 1905 году — 22 двора, в 1926 году — 28 дворов.
С 1929 года деревня входила в состав Ковардицкого сельсовета Муромского района, с 2005 года — в составе городского округа Муром. 

## Население
| 1859 | 1905 | 1926 | 2002 | 2010 | 2021 |
| ---- | ---- | ---- | ---- | ---- | ---- |
| 78   | ↗112 | ↗153 | ↗155 | ↗209 | ↗233 |